# Wasmerslage
Wasmerslage gehört zur Ortschaft Königsmark und ist ein Ortsteil der kreisangehörigen Hansestadt Osterburg (Altmark) im Landkreis Stendal in Sachsen-Anhalt.

## Geographie
Wasmerslage, ein Marschhufendorf, liegt am Seegraben Iden (Große Wässerung), etwa einen Kilometer östlich von Königsmark und etwa acht Kilometer nordöstlich von Osterburg im Landschaftsschutzgebiet Altmärkische Wische, einem Niederungsgebiet zwischen den Flüssen Elbe und Biese.
Nachbarorte sind Königsmark im Westen, Wolterslage im Norden, Rengerslage im Nordosten, Iden im Südosten, Rohrbeck im Süden und Uchtenhagen im Südwesten.

## Geschichte

### Mittelalter bis Neuzeit
Die erste urkundliche Erwähnung des Dorfes Wasmerslage stammt aus dem Jahr 1343 als in villa wasmanslage, als Markgraf Ludwig eine Hufe Landes dem Altar des Heiligen Kreuzes der Kirche in Uchtenhagen zum Seelenheil der von Jagow in Wasmerslage überließ. Weitere Nennungen sind 1420 wasmersclage, 1431 wasmerslage vppe der zee, 1518 to Waßmerslage, 1687 Waszmerschlage, 1804 Wasmerschlage und schließlich 1842 Wasmerslage.

### Landwirtschaft
Bei der Bodenreform wurden 1945 ermittelt: 4 Besitzungen unter 100 Hektar hatten zusammen 278 Hektar. Enteignet wurden zwei Bauernhöfe mit zusammen 208 Hektar. 1948 hatten aus der Bodenreform 15 Vollsiedler jeder über 5 Hektar und 11 Kleinsiedler jeder unter 5 Hektar erworben.
Im Mai 1955 entstand die erste Landwirtschaftliche Produktionsgenossenschaft vom Typ III, die LPG „Friedrich Engels“. In 1970er Jahren wurde die Zwischenbetriebliche Einrichtung „ZBE Jungrinderaufzucht Wasmerslage“ gegründet. Sie umfasste anfangs 5.000 Tierplätze und wurde später erweitert. Sie lieferte tragende Färsen für Milchviehanlagen sowie für den Export.

### Herkunft des Ortsnamens
„Wasmer“ ist der Name einer Person. Der zweite Teil des Namens „lage“ steht für „Grenzzeichen“ oder „Gebiet“.

### Eingemeindungen
Bis 1807 gehörte das Dorf zum Seehausenschen Kreis der Mark Brandenburg in der Altmark. Zwischen 1807 und 1813 lag es im Stadtkanton Osterburg auf dem Territorium des napoleonischen Königreichs Westphalen. Ab 1816 gehörte die Gemeinde zum Kreis Osterburg, dem späteren Landkreis Osterburg.
Am 25. Juli 1952 wurde die Gemeinde Wasmerslage in den Kreis Osterburg umgegliedert. Am 1. Januar 1957 wurde die Gemeinde Wasmerslage in die Gemeinde Iden eingemeindet. Am 1. Januar 1990 wurde der Ortsteil Wasmerslage der Gemeinde Königsmark zugeordnet.
Am 1. Juli 2009 erfolgte der Zusammenschluss der Gemeinde Königsmark mit anderen Gemeinden zur neuen Einheitsgemeinde Hansestadt Osterburg (Altmark). Der Ortsteil Wasmerslage kam dadurch zur neuen Ortschaft Königsmark und zur Hansestadt Osterburg (Altmark).

### Einwohnerentwicklung
| Jahr | Einwohner |
| ---- | --------- |
| 1734 | 46        |
| 1775 | 52        |
| 1789 | 66        |
| 1798 | 75        |
| 1801 | 69        |
| 1818 | 50        |

| Jahr | Einwohner |
| ---- | --------- |
| 1840 | 76        |
| 1864 | 74        |
| 1871 | 92        |
| 1885 | 93        |
| 1892 | [00]89    |
| 1895 | 95        |

| Jahr | Einwohner |
| ---- | --------- |
| 1900 | [00]062   |
| 1905 | 072       |
| 1910 | [00]063   |
| 1925 | 123       |
| 1930 | [0]120    |
| 1936 | [0]116    |

| Jahr | Einwohner |
| ---- | --------- |
| 1939 | 118       |
| 1946 | 164       |
| 2011 | [00]29    |
| 2012 | [00]28    |
| 2018 | [00]29    |
| 2019 | [00]30    |

| Jahr | Einwohner |
| ---- | --------- |
| 2020 | [00]26    |
| 2021 | [00]29    |
| 2022 | [0]48     |
| 2023 | [0]47     |

Quelle, wenn nicht angegeben, bis 1946:

## Religion
Die evangelischen Christen aus Wasmerslage waren nach Königsmark eingepfarrt. Die Kirchengemeinde Königsmark wird heute betreut vom Pfarrbereich Königsmark im Kirchenkreis Stendal im Bischofssprengel Magdeburg der Evangelischen Kirche in Mitteldeutschland.

## Kultur und Sehenswürdigkeiten
Eine Bauernhaus im Dorf und eine Trafostation außerhalb des Dorfes stehen unter Denkmalschutz.

## Wirtschaft und Infrastruktur
Die Mesa Agrar GmbH betreibt auf dem ehemaligen Gelände der ZBE Wasmerslage eine Schweinemastanlage mit etwa 11.000 Tierplätzen.